# Praznici u SFRJ
U Socijalističkoj Federativnoj Republici Jugoslaviji (SFRJ) postojala je podjela na državne (savezne) praznike, republičke praznike i ostale praznike odnosno tzv. značajnije datume. Religijski blagdani nisu bili službeno obilježavani.

## Državni praznici
Državni (savezni) praznici su bili:
- 1. siječnja - Nova godina
- 1. svibnja - Praznik rada
- 4. srpnja - Dan borca
- 29. studenog - Dan Republike

Nova godina je praznik koji se proslavljao 1. i 2. siječnja. Praznik rada 1. i 2. svibnja, a Dan Republike 29. i 30. studenoga. Ako je jedan od praznika padao u nedjelju smatrao se praznikom i prvi sljedeći radni dan. 

## Republički praznici
Republički praznici su se slavili u određenim republikama u Jugoslaviji:
- 27. travnja - Osnivanje Oslobodilačke fronte u  SR Sloveniji
- 7. srpnja - Dan ustanka u  SR Srbiji
- 13. srpnja - Dan ustanka u  SR Crnoj Gori
- 22. srpnja - Dan ustanka u  SR Sloveniji
- 27. srpnja - Dan ustanka u  SR Hrvatskoj i  SR Bosni i Hercegovini
- 2. kolovoza - Prvo zasjedanje ASNOM-a
- 11. listopada - Dan ustanka u  SR Makedoniji
- 25. studenog - Prvo zasjedanje ZAVNOBiH-a

## Značajniji datumi
Značajniji datumi, koji su se slavili u socijalističkoj Jugoslaviji:
- 7. ožujka - Dan roda inženjerije JNA
- 8. ožujka - Međunarodni dan žena
- 23. ožujka - Svjetski dan meteorologa
- 1. travnja - Dan omladinskih radnih akcija
- 7. travnja - Međunarodni dan zdravlja
- 15. travnja - Dan željezničara
- 8. svibnja - Međunarodni dan  Crvenog križa
- 9. svibnja - Dan pobjede
- 15. svibnja - Dan pobjede u Jugoslaviji
- 13. svibnja - Dan  službe sigurnosti
- 21. svibnja - Dan Jugoslavenskog ratnog zrakoplovstva
- 25. svibnja - Rođendan  Maršala Tita - Dan mladosti
- 16. srpnja - Dan tenkista JNA
- 15. kolovoza - Dan graničara JNA
- 9. rujna - Dan ustanka u Istri i Slovenskom primorju
- 10. rujna - Dan pomorstva
- 15. rujna - Dan konjičkih jedinica JNA
- 28. rujna - Međunarodni dan gluhih
- 2. listopada - Međunarodni dan mira
- 7. listopada - Dan artiljerije JNA
- 24. listopada -  Dan Ujedinjenih naroda
- 31. listopada - Svjetski dan štednje
- 7. studenog - Dan Oktobarske revolucije
- 10. studenog - Svjetski omladinski dan
- 10. prosinca - Dan prava čovjeka
- 22. prosinca - Dan  Jugoslavenske narodne armije

Pored ovih praznika slavili su se i općinski i gradski praznici (najčešće na dan kad partizani u Drugom svjetskom ratu oslobodili pojedini grad), kao i praznici raznih društvenih i gospodarskih organizacija.